# Abstração do hidrogênio
Em química, uma abstração do hidrogênio, e mais genericamente uma abstração, é uma reação química ou transformação, cuja característica principal é a remoção bimolecular de um átomo (neutro ou carregado) de uma entidade molecular. Por exemplo:
Abstração do próton da acetona:
CH3COCH3 + (i-C3H7)2N- → (CH3COCH2)- + (i-C3H7)2NH
Abstração do hidrogênio do metano:
CH4 + Cl. → H3C. + HCl

## Referência
- Abstraction - www.chemicool.com